# Medemblik
52°45′55.04″N 5°6′26.48″Ø / 52.7652889°N 5.1073556°Ø
Medemblik er en kommune og en by i Holland, i provinsen Noord-Holland og regionen Vestfriesland, på vestsiden af Zuiderzee. Det ligger umiddelbart syd for den tidligere kommune Wieringermeer.

## Ekstern henvisning
- Wikimedia Commons har flere filer relateret til Medemblik